# 82nd Street-Jackson Heights
82nd Street-Jackson Heights è una fermata della metropolitana di New York, situata sulla linea IRT Flushing. Nel 2015 è stata utilizzata da 5 128 506 passeggeri, risultando la novantaduesima più trafficata della rete.

## Storia
La stazione venne aperta il 21 aprile 1917, come parte del prolungamento della linea IRT Flushing, all'epoca conosciuta come linea Corona, dalla stazione di Queensboro Plaza a quella di 103rd Street-Corona Plaza.

## Strutture e impianti
82nd Street-Jackson Heights è una fermata di superficie con tre binari e due banchine laterali. I due binari esterni sono usati dalla linea 7 locale che ferma nella stazione, quello centrale dalla linea 7 espressa che invece salta la stazione.
Il mezzanino della stazione, dove sono siti i tornelli e una piccola area di attesa che funge anche da collegamento tre le due banchine, è posizionato al di sotto del piano binari e ha tre scale che scendono su Roosevelt Avenue e 82nd Street.
Entrambe le banchine laterali, che possiedono dei muri color beige, hanno delle pensiline marroni, con una struttura color verde, sostenute da colonne anch'esse verdi. Sulle pareti di entrambe le banchine si trovano, inoltre, tra le due scale che conducono al mezzanino, dei grandi numeri 82 che sono parte di un'installazione artistica.

## Movimento
La stazione è servita dai treni della linea 7 Flushing Local della metropolitana di New York, sempre attiva.

## Interscambi
La stazione è servita da diverse autolinee gestite da MTA Bus e NYCT Bus.
- Fermata autobus